# Отчий дім Фридерика Шопена
Отчий дім Фридерика Шопена в Желязовій Волі коло Сохачева — музей, до складу якого входять флігель (званий двориком) і семигектарний ландшафтний парк над річкою Утрата. Хата з довколишнім парком є відділом Музею Фридерика Шопена Національного Інституту Фридерика Шопена (NIFC, НІФШ) у Варшаві.

## Історія Желязової Волі
Вперше фіксується в гродських актах під 1579 роком, де названо власників Желязової Волі Миколу і Петра Желязів. Наприкінці XVIII століття перебувало у власності Петра Лущевського, а пізніше Папроцьких. На той час оселя складалася з 9 хат.

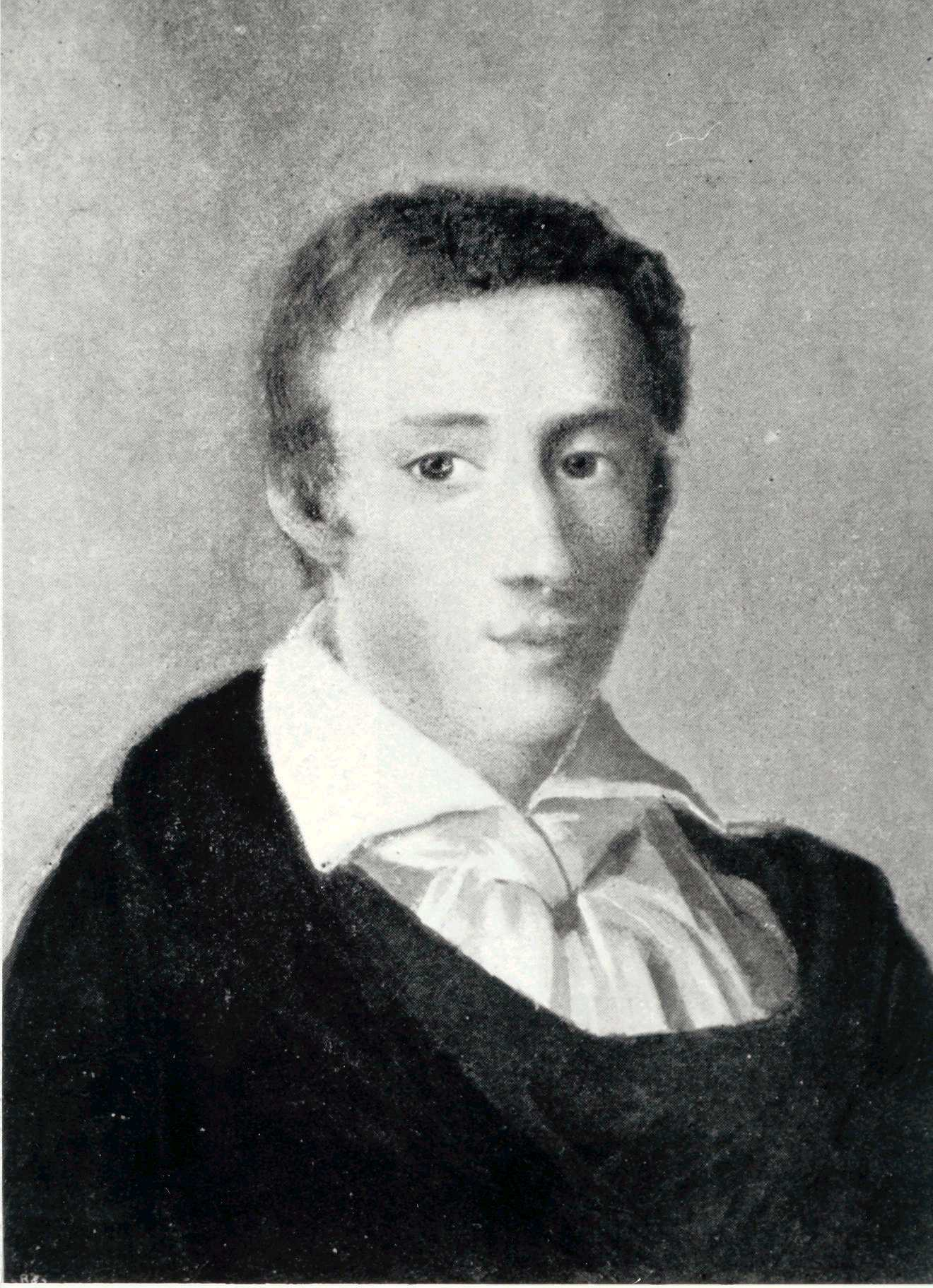
Амброзій Мєрошевський. Фридерик Шопен. 1829 рік

На межі XVIII–XIX століть село придбала малозаможна графська родина Скарбків. Каспер і Людвіка Скарбки поселилися у дворі з двома флігелями (будівля була в абрисі підкови; сучасна хата це власне східний флігель). Вихователем їхніх дітей під ту пору був Микола Шопен (Chopin, Хопін), який у 1806 році побрався з Юстиною Крижанівською, управителькою маєтку, кровною господарів. Їхні дочки: старша, Людвіка Маріанна, і молодші, Юстина Ізабела та Емілія, народилися у Варшаві. 1 березня (чи 22 лютого) вродився Фридерик, друга дитина Шопенів. В Желязовій Волі він був не довго, вже восени Шопени переїхали до Варшави, а юний Фридерик відвідував Скарбків під час вакацій чи родинних свят. У 1812 році маєток Скарбків згорів. Залишилися тільки два флігелі.
В 1834 році Міхал Скарбек покінчив життя самогубством. Новими власниками Желязової Волі стали Шуберти. А в 1840 році Желязову Волю набуває барон Евґгард, який потім продає оселю Пешлам. В 1859–1879 роках власником був Адам Товянський. До маєтностей тоді належали два фільварки у Мокасі і Желязовій Волі та села Желязова Воля, Ходакувек, Буди Желязовські, Товяни. В самій Желязовій Волі на той час нараховувалося 11 мурованих і 12 дерев'яних будинків та водяний млин. Від 1879 року двір знаходився у руках Александра Павловського, який відкрив у хаті де народився Фридерик Шопен господарську крамницю. У 1894 році за ініціативою російського композитора Мілія Балакірєва в парку маєтку було встановлено пам'ятника Фридерика Шопена за проектом Броніслава Жоховського з медальйоном проекту Яна Войдиґи. Під час Першої світової війни згорів правий флігель двору. У 1918 році маєток Желязова Воля розпарцельовано між місцевими селянами.
В 1928 році варшавське Товариство Приятелів Дому Шопена і Шопенівський Комітет з Сохачева придбали флігель і 3 гектари землі довкола будинку за 40 000 злотих у Роха Шиманяка, який був власником терену від 1918 року.
В часі Другої світової війни у хаті жили німецькі солдати, а наприкінці війни тут розташовувався шпиталь.

## Історія музею
В 1926 році було засновано дві громадські організації, що поставили собі за мету викуп Желязової Волі з приватного володіння. Це варшавське Товариство Приятелів Дому Шопена і сохачевський Шопенівський Комітет. В 1928 році їм вдалося здійснити свій задум. А в 1931 році Комітет Побудови Дому Шопена розпочав реконструкцію зацілілого флігеля за проектом архітектора Юліана Жаковського. В 1930-х роках опоряджено інтер'єр стилізованими під XIX століття меблями авторства Леха Нємоєвського. 17 вересня 1931 року відбулося символічне відкриття двору. Для відвідувачів об'єкт відкрився з червня 1939 року. Після втрат періоду Другої світової війни виникла потреба у новій реконструкції. У 1948 році професор Мєчислав Кузьма розробив новий проект. Поточні реставраційні роботи були проведені у 1958 і 1968 роках.
В 1951 році хата разом із парком увійшла до складу Національного Музею у Варшаві. Від 1953 року піклування над об'єктом узяло Товариство імені Фридерика Шопена з Варшави.
Традиційно щороку Желязову Волю відвідують близько 200 000 гостей з усього світу.

## Архітектура будинку
Хата у Желязовій Волі була збудована близько 1800 року як флігель двору Каспера і Людвіки Скарбків. Лівий флігель двору після весілля заселили Шопени. В 1806 році це був невеликий мурований будинок, з високим і похилим дахом, з великими вікнами, двома люкарнами у даху, без ґанку, всередині мав сім кімнат побілених вапном. Під час наполеонівських війн в 1812 році двір господарів знищила пожежа, залишилися тільки два флігелі, в правому з яких від 1834 року мешкали власники маєтку. Після переходу Желязової Волі у власність Адама Товянського в 1860-х роках вчинено ремонт флігелю, що змінив його першопочатковий вигляд, зокрема добудовано ґанок. Павловський пристосував місце народження композитора для господарських потреб. Під час Першої світової війни згорів правий флігель, а з двірського укладу залишилася лише похила хата.
Нині це одноповерховий прямокутний будинок. Від фронту ґанок на двох колонах з трикутним фронтоном. Інтер'єр дводільний з сінями на осі будинку. Перекриття по балках. Причілковий дах вкрито ґонтом. На щипцях над вікнами і входом знаходяться профільовані Карнизи.

## Інтер'єр
- Покій з каміном — колишня кухня
- Музичний салончик — кімната батька
- Їдальня
- Покій матері — місце народження Фридерика Шопена
- Дитяча

Розподіл інтер'єру носить символічний характер оскільки не відомо яким він був за часів Шопена.

## Експозиція
Постійна експозиція складається з обстановки, що відтворює атмосферу скромної домівки в стилі XIX століття і біографічної експозиції, що присвячена Фридерикові Шопену. Це флігель в якому жив з дружиною незаможний вчитель. Більшість музеалій, це речі підібрані згідно з матеріальним становищем родини.
У шести кімнатах знаходяться речі тієї епохи, проте автентичних меблів, предметів побуту чи оформлення інтер'єру родини Шопенів не збереглося. У музичному салончику знаходиться сучасне концертне фортепіано. Два інших інструменти встановлено у кімнаті матері — фортепіано фабрики Ф. Лєщинського й у дитячій жирафа з відкритим резонатором. Окрім інструментів, класицистичних меблів і кахельної печі з XIX століття увагу привертають балки перекриття оздоблені поліхромією з рослинним орнаментом. На побілених стінах висять портрети членів родини Шопенів (копії портретів виконаних олією Амброзієм Мєрошевським у 1820-х роках, репродукції портретів Фридерика руки Марії Водзінської і Елізи Радзивилівни) а також варшавські краєвиди. Цінним доповненням експозиції є факсиміле документів: свідоцтва про шлюб батьків, метрики про уродини і хрищення Фридерика, музичних рукописів, рисунків і листів.

## Парк

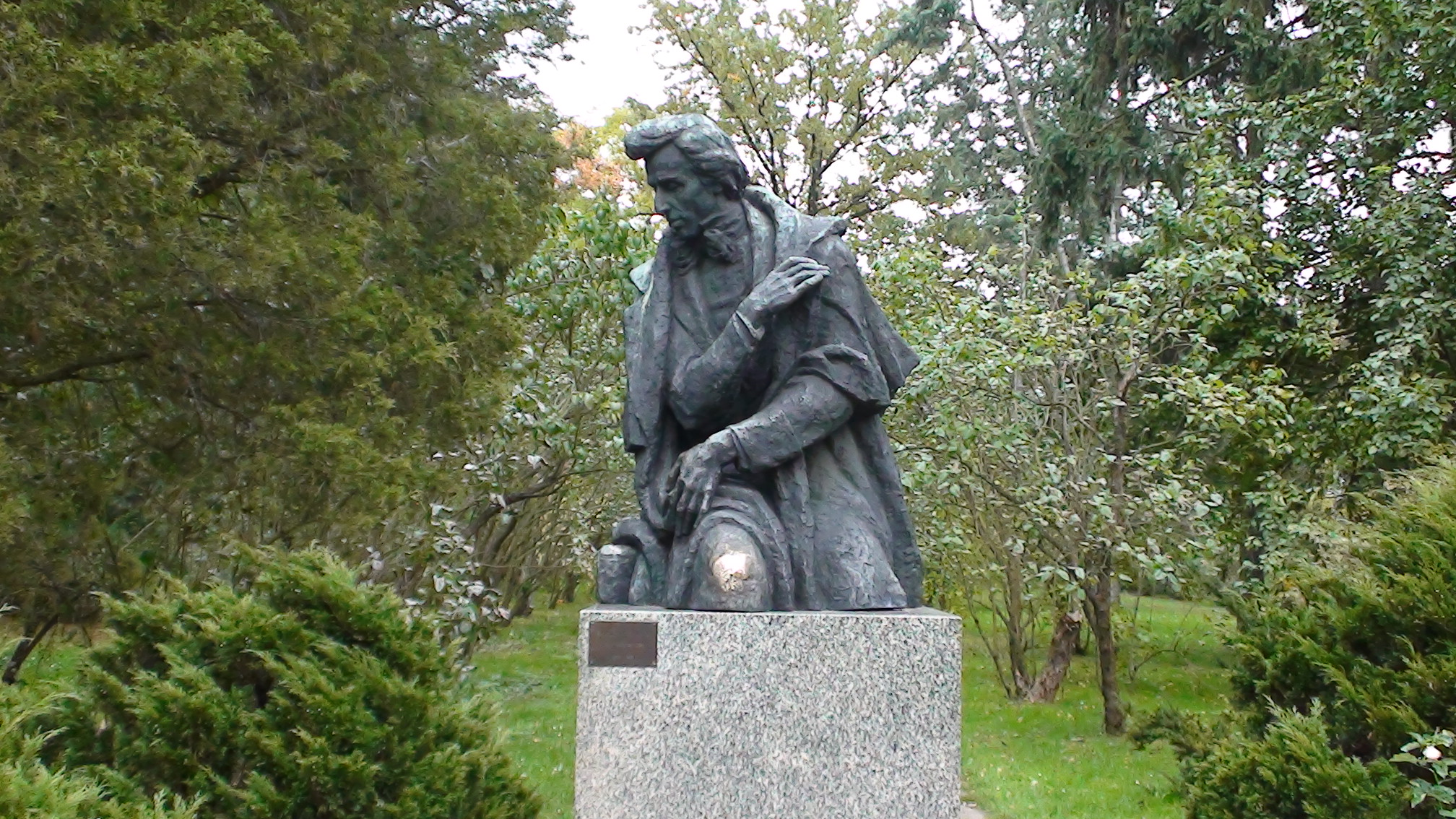
Пам'ятник Фридерика Шопена авторства Юзефа Ґославського

Ландшафтний парк закладений у XVIII столітті, в 1871 році перероблений за проектом Каміли Джаме. По парцеляції 1918 року був вирубаний. В 1928 році разом з будинком викуплено 3 гектари землі, а у 1932 році ще три гектари. В 1932-1937 роках парк відроджено за проектом проф. Францішека Кживда-Польковського, засновника Школи ландшафтно-паркової архітектури.
В парку розташованому над річкою Утратою зібрано близько 10 000 видів і сортів дерев, кущів, багаторічників з усього світу. Зокрема можна побачити: верби, клени, дуби, тополі, американські сосни, ялиці одноколірні, японські барбариси, хеномелеси з Китаю.
Окрім того на терені парку розташовано пам'ятки присвячені Фридерикові Шопену. Це обеліск на одній з дальніх алейок, виконаний з бронзи пам'ятник Фридерикові Шопену поблизу дому, авторства Юзефа Ґославського i бюст авторства Станіслава Сікори.
Широка каштанова алея прямує від вхідних воріт до дитинця. Тут молодий Фридерик грав на фортепіано, яке виносили із салону, коли приїздив до Желязової Волі на гостину.

## Наслідки
- Під час візиту композитора до маєтку Скарбків фортепіано виносили в парк, де під липами Фридерик давав концерти. Гості і родина були не єдиними його слухачами, зачувши звуки фортепіано сходилися жителі навколишніх сіл (зі спогадів Антонія Крисяка — селянина з Желязової Волі, ровесника Шопена).
- У покої матері завжди стояла мармурова ваза повна свіжих квітів із парку, позначуючи місце появи композитора на світ.
- Влітку 1830 року коли ціла родина Шопенів перебувала на відпочинку, Фридерик востаннє відвідав Желязову Волю.
- У 2000 році була випущена поштова марка з серії Польські двори, на якій міститься зображення хати у Желязовій Волі.

## Концерти
З 1959 року до Желязової Волі приїздять музиканти з усього світу щоб взяти участь в Міжнародному конкурсі імені Фридерика Шопена. Кожної неділі від травня і до кінця вересня у Желязовій Волі можна послухати музику Фридерика Шопена о 12 і 15.00.
Щосуботи в липні і червні об 11 годині тут виступають молоді піаністи в циклі Естрада молодих. Окрім публічних концертів, у дворі відбуваються концерти на замовлення туристичних фірм, організацій чи приватних осіб. Зазвичай це вечірні концерти при свічках. Опріч того щоденно музику композитора, що долинає з репродукторів, можна послухати сидячи на лавках перед будинком.

## Корисна інформація
Найкраще до музею добиратися на автомобілі по трасі номер 580 Варшава — Лешно — Кампінос — Желязова Воля — Сохачев, або міським автобусом № 6 з автобусної станції Сохачева. До послуг відвідувачів доволі просторий паркінг біля музею.
Музей працює з вівторка по неділю в годинах 9.30-17.30. Від 16.10 до 15.04 від 9.00 до 16.00. Між 1.05. і 31.08. парк можна відвідувати з 9.00 до 20.00, по понеділках до 17.30. Між 1.09. і 15.10. та 1.03. і 30.04. в годинах 9.00 — 17.00. Взимку в годинах 9.00 — 16.00.
Нині парк закритий на реконструкцію.
Вхід до музею вільний.